# Sporting Club Toulon-Le Las
Le Toulon-Le Las était un club français de football basé à Toulon.

## Histoire

### Genèse du club
Le Sporting Club Toulon-Le Las voit le jour en 1965. Le club lassipontain est le deuxième club de l'agglomération toulonnaise derrière le grand frère du Sporting Toulon Var. Il doit son nom à la rivière du Las qui est le principal cours d’eau de l’ouest toulonnais et qui achemine ses eaux jusqu’à la rade de Toulon après un parcours de 12 km mais surtout au quartier du Pont du Las dérivé du nom de la rivière et où se trouvent le stade et le siège du club. Le club évolue jusqu'en 1998 dans les championnats de district du Var avant de rejoindre la Division d'Honneur Régionale Méditerranée la même année. Le club y restera jusqu'en 2007 grâce à une deuxième place lui permettant d'accéder au championnat de Division d'Honneur Méditerranée. Après trois saisons à ce niveau, le club franchit un nouveau cap en terminant premier et champion de son groupe de DH et accède au championnat de CFA 2. 

### Montée en CFA
C'est à l'issue de la saison 2014-2015 que l'équipe coachée par Roger Martucci termine deuxième de sa poule derrière la réserve de l'Olympique de Marseille et monte ainsi pour la première fois de son histoire en CFA en qualité de meilleurs seconds de CFA 2. Le club lassipontaino-toulonnais gagne son ticket pour l'étage supérieur à la suite de sa victoire étriquée sur le score de 1-0 sur le terrain d'Aubagne.

### Vers une fusion avec le Sporting Toulon Var
En juin 2015, le maire de Toulon, Hubert Falco, a arrêté de verser la subvention annuelle de 100 000 € au Sporting Toulon Var ainsi qu’au club lassipontain afin d’imposer la fusion entre le Sporting Toulon et Toulon-Le Las en raison de leur proximité géographique, de leurs divisions communes et du manque de popularité de ce dernier.  Il suggère alors un rapprochement entre les deux clubs toulonnais en vue de trouver une solution viable économiquement. Le président de Toulon-Le Las, Jean-François Fogacci, est également dans la même logique. L’idée serait que les équipes de jeunes du Las s’arrêtent et rejoignent le Sporting Toulon tandis que l’équipe sénior du Sporting actuellement en CFA 2 mais accédant en CFA disparaît  au profit de l’équipe sénior du Las en  CFA. Le nouveau club formé pourrait se nommer « Sporting Club de Toulon et du Las », suggère Fogacci. Le club de Toulon-Le Las est absorbé par le Sporting Toulon Var qui reprend son nom d’origine « Sporting Club de Toulon ».

## Palmarès
- Champion DH Méditerranée : 2010
- Champion de France de CFA2 en terminant deuxième de sa poule : 2015

## Joueurs et personnalités du club

### Entraîneurs
- 2006-2007 :  Athos Bandini
- 2011-2013 :  Patrick Bruzzichessi

### Effectif actuel
Le tableau suivant liste l'effectif du SC Toulon-Le Las pour la saison 2015-2016.

### Anciens joueurs
- Guillaume Deschamps
- Mamadou N'Diaye
- Michel Gafour
- Jacques Rémy
- Frédéric Cassese